# 악의 연대기
《악의 연대기》는 2015년에 개봉된 대한민국의 영화이며, 강력계 형사가 진급을 눈 앞에 둔 어느 날, 납치를 당하면서 살인사건에 휘말리게 되는 범죄 스릴러 영화이다.

## 줄거리
대통령상 수상을 앞둔 최창식 서장은 회식을 마치고 귀가하던 택시 안에서 잠이 든다. 창식이 깨어났을 때 택시는 낯선 곳으로 달려가고 있었고, 운전자는 이를 무시하고 계속 달렸다. 결국 운전자와 실랑이까지 벌였던 창식은 실수로 운전자를 살해했다. 놀란 창식은 황급히 현장을 숨기고 자리를 떴지만, 다음날 자신이 근무하던 강남경찰서 옆 공사현장에서 시신이 크레인에 매달려 있는 채 발견돼 온 국민이 공포에 휩싸인다. 자신이 저지른 사건의 책임자인 창식은 자신의 실수를 은폐하기 위해 사건을 조작하고 재구성한다. 잠시 후 자신이 크레인 사망 사건의 진범이라고 주장하는 남자가 나타난다.

## 캐스팅
- 손현주 : 최창식 반장 역
- 마동석 : 오 형사 역
- 최다니엘 : 가짜 김진규 역
- 박서준 : 차동재 / 김진규 역
- 정원중 : 주원일 경찰서장 역
- 이준혁 : 이명천 역
- 우정국 : 김봉수 역
- 나규민 : 어린 김진규 역
- 엄지성 : 어린 차동재 역
- 윤희원 : 강희원 차장 역
- 이태형 : 정지수 역
- 오상무 : 이정훈 역
- 한성천 : 조 형사 역
- 박성현 : 박웅기 형사 역
- 이상원 : 이 형사 역
- 이창윤 : 백 형사 역
- 신나라 : 신 형사 역
- 정준원 : 최명호 역
- 장준녕 : 부검의 역
- 손종범 : 안태경 대표 역
- 배진웅 이정은 서윤선 최동헌 이현우 : 과거 도박꾼 역
- 이석원 최성환 : 약딜러 패거리 역
- 문태수 : 경찰 역
- 이승호
- 지대한 : 아파트 남자 역 (특별출연)